# Opava (huyện)
Huyện Opava (tiếng Séc: Okres Opava) là một huyện (okres) nằm trong vùng Moravia–Silesia của Cộng hòa Séc. Huyện Opava có diện tích 1144 km², dân số năm 2002 là 180769 người. Thủ phủ huyện đóng ở Opava. Huyện này có 77 khu tự quản.

## Các khu tự quản
Huyện Opava có 77 khu tự quản sau:
Bělá, Bohuslavice, Bolatice, Branka u Opavy, Bratříkovice, Březová, Brumovice, Budišov nad Budišovkou, Budišovice, Čermná ve Slezsku, Chlebičov Chuchelná, Chvalíkovice, Darkovice, Děhylov, Dobroslavice, Dolní Benešov, Dolní Životice, Háj ve Slezsku, Hať, Hlavnice, Hlubočec, Hlučín, Hněvošice, Holasovice, Hrabyně, Hradec nad Moravicí, Jakartovice, Jezdkovice, Kobeřice, Kozmice, Kravaře, Kružberk, Kyjovice, Lhotka u Litultovic, Litultovice, Ludgeřovice, Markvartovice, Melč, Mikolajice, Mladecko, Mokré Lazce, Moravice, Neplachovice, Nové Lublice, Nové Sedlice, Oldřišov, Opava, Otice, Píšť, Pustá Polom, Radkov, Raduň, Rohov, Šilheřovice, Skřipov , Slavkov, Služovice, Sosnová, Štáblovice, Staré Těchanovice, Stěbořice, Štěpánkovice, Štítina, Strahovice, Sudice, Svatoňovice, Těškovice, Třebom, Uhlířov, Velké Heraltice, Velké Hoštice, Větřkovice, Vítkov, Vřesina, Vršovice, Závada.